# Linia kolejowa Praha – Turnov
Linia kolejowa nr 070 – jednotorowa, niezelektryfikowana linia kolejowa w Czechach. Łączy Pragę i stację Turnov. Przebiega przez dwa kraje: środkowoczeski i liberecki.